# Вонка (фильм)
«Во́нка» (англ. Wonka) — музыкальный фэнтезийный комедийный фильм режиссёра Пола Кинга по сценарию, написанному им в соавторстве с Саймоном Фарнэби. Фильм является приквелом фильма «Вилли Вонка и шоколадная фабрика» (1971), первой экранизации романа-сказки Роальда Даля «Чарли и шоколадная фабрика» (1964). Заглавную роль в картине исполнил Тимоти Шаламе. В фильме также приняли участие Киган-Майкл Кей, Салли Хокинс, Роуэн Аткинсон, Оливия Колман и Джим Картер.
Фильм выпущен кинокомпанией Warner Bros. Pictures 15 декабря 2023 года.

## Сюжет
Вилли Вонка, начинающий фокусник, изобретатель и шоколатье, приезжает в Европу, чтобы открыть свой шоколадный магазин в Галерее Гурманов. Быстро истратив свои скудные сбережения, он вынужден остановиться в пансионе миссис Стиркит и её помощника Хлоркера и подписать контракт, несмотря на предупреждение сироты Нудл о мелком шрифте. Чтобы расплатиться с ними, Вонка представляет летающие конфеты «Шоколёт», которые буквально заставляют людей летать, в Galeries Gourmet, сталкиваясь с насмешками со стороны трёх конкурирующих шоколатье, которые с помощью коррумпированного начальника полиции конфискуют его доходы за срыв их бизнеса и продажу шоколада на улице, вне магазина.
Неспособный выплатить огромный долг хозяйке пансиона, Вонка вынужден работать в прачечной вместе с другими должниками миссис Стиркит и с Нудл. Вонка влюбляет Стиркит и Хлоркера друг в друга и периодически сбегает из прачечной, чтобы продавать шоколад с помощью Нудл (которой он обещает пожизненный запас шоколадных конфет), и рассказывает девочке, что любовь к шоколаду ему привила его покойная мать. Затем Вонка обнаруживает кражу приготовленных для продажи конфет и утверждает, что их крадёт загадочный оранжевый человечек. Чтобы изготовить свой фирменный шоколад, Вонка в сопровождении Нудл отправляется в местный зоопарк, где доит жирафа Эбигейл. Устроив ловушку для воришки, Вонка ловит умпа-лумпу по кличке Здоровяк, который жаждет возмездия за украденные Вонкой какао-бобы, которые Здоровяк охранял. Здоровяк изобретательно обманывает Вонку и сбегает.
Используя средства, вырученные от продажи шоколадных конфет, группа должников из прачечной открывает шоколадный магазин мечты Вонки. Начальник и «Шоколадный картель», информированные о начинаниях Вонки и теперь неспособные арестовать его, так как его торговля приобретает законный характер, обращаются к Стиркит, чтобы она помешала Вонке. Из-за добавленного ею в конфеты пота йети в магазине возникает хаос и торговля Вонки терпит крах. Вонка неохотно соглашается на предложение Картеля покинуть город на корабле и никогда больше не готовить шоколад взамен на обещание картеля выплатить все долги миссис Стиркит. Однако это обман: корабль заминирован, Вонка успевает прыгнуть в воду в последний момент, а из прачечной освобождаются все, кроме Нудл, которую Картель настоятельно требует держать в заточении. Вонка догадывается, что Нудл — племянница одного из конкурентов шоколатье, который сообщил её матери о смерти девочки, а ребёнка продал Стиркит, чтобы оставаться единственным наследником предприятия и состояния. После спасения Нудл с помощью друзей Вонка разрабатывает план получения компрометирующей бухгалтерской книги Картеля.
Вонка и Нудл проникают на базу Картеля, где попадаются в руки конкурентов, которые хотят утопить их в чане с шоколадом. Благодаря особым «парящим конфетам», которые съели члены «Шоколадного картеля» вместо того, чтобы отдать их умпа-лумпе, Вонку и Нудл спасает Здоровяк, и вместе они разоблачают Картель перед властями и общественностью. Картель, бесконтрольно управляемый производителями шоколада, терпит крах, и полиция арестовывает конкурентов-шоколатье и коррумпированного начальника полиции. Толпа наслаждается дегустацией шоколадного фонтана Вонки, а сам Вонка разворачивает плитку шоколада своей матери и обнаруживает Золотой билет с надписью, что секрет шоколада в том, с кем его разделишь. Он делит плитку с друзьями. Вонка помогает Нудл воссоединиться с её матерью, расплачивается со Здоровяком и вместе с ним приобретает заброшенный замок, чтобы начать строительство новой фабрики.
В эпилоге Стиркит и Хлоркер пытаются уничтожить улики своего участия в саботаже магазина Вонки, выпив все ингредиенты, но это оборачивается для них комическими последствиями.

## В ролях
- Тимоти Шаламе — Вилли Вонка
  - Колин О’Брайен — юный Вилли Вонка
- Калах Лейн[англ.] — Нудл
- Оливия Колман — миссис Стиркит
- Том Дэвис — мистер Хлоркер
- Хью Грант — Умпа-Лумп Здоровяк[6]
- Киган-Майкл Кей — начальник полиции
- Патерсон Джозеф — Артур Слизворс[7]
- Мэтт Лукас — Джеральд Думотуг
- Мэттью Бэйнтон[англ.] — Феликс Брезглибер
- Роуэн Аткинсон — отец Юлий, священник
- Джим Картер — бухгалтер Абакус Числ
- Наташа Ротуэлл — Пайпер Трубс
- Рич Фулчер[англ.] — Ларри Смехотвор
- Раки Такрар[англ.] — Лотти Белл
- Салли Хокинс — мать Вилли Вонки
- Кобна Холдбрук-Смит[англ.] — офицер Добрсон
- Саймон Фарнаби[англ.] — Базиль
- Элли Уайт[англ.] — Гвенни
- Фрея Паркер — мисс Бон Бон
- Шарлотта Ричи — Барбара
- Фил Ван[англ.] — Колин
- Трэйси Айфичор[англ.] — Дороти Смит

## Создание

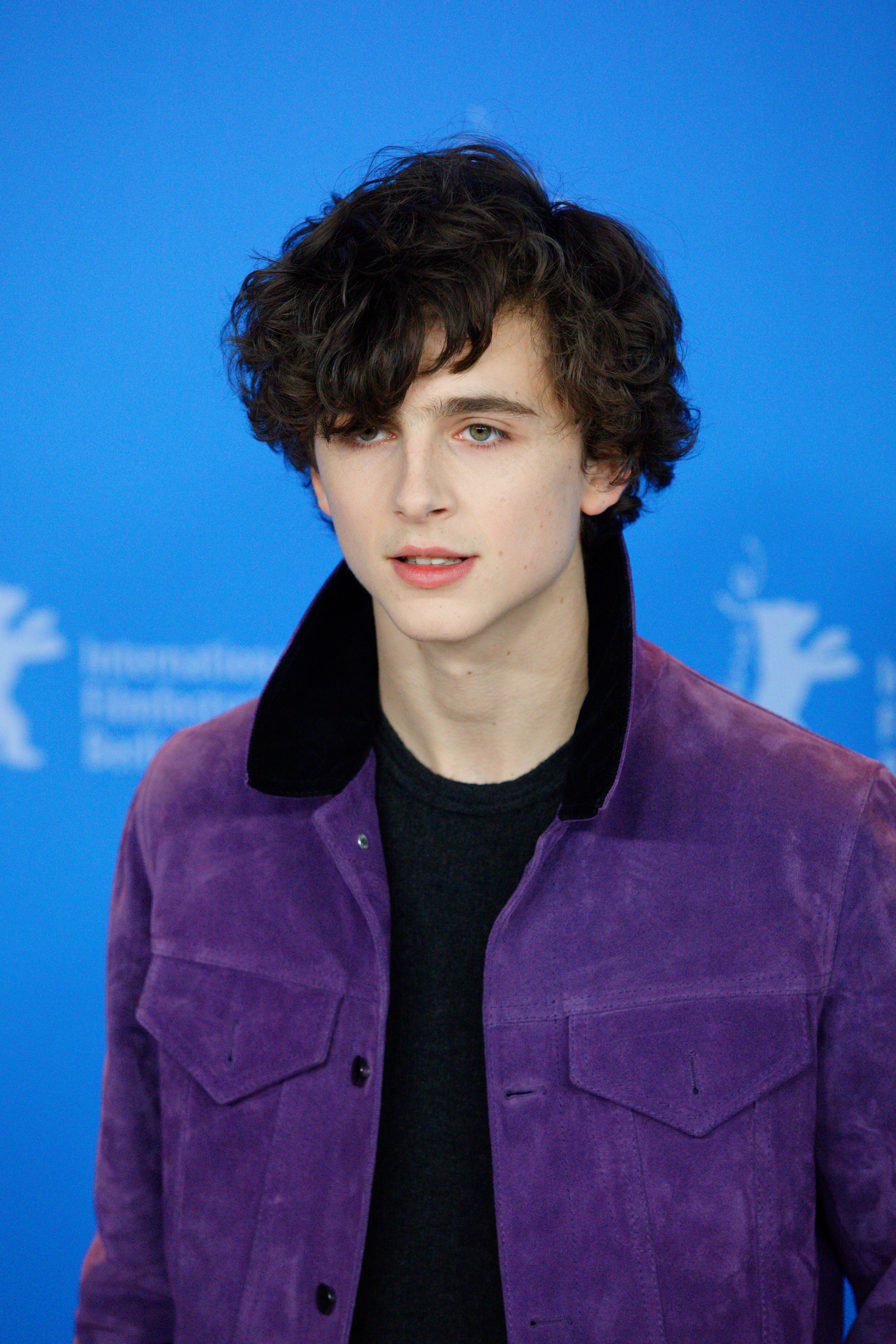
Тимоти Шаламе исполняет роль Вилли Вонки

В октябре 2016 года Warner Bros. Pictures приобрела права на персонажа Вилли Вонки Роальда Даля, и продюсеры Дэвид Хейман и Майкл Сигел начали разработку фильма. В феврале 2018 года стало известно, что Пол Кинг ведёт переговоры о постановке фильма На роль Вилли Вонки пробовались Дональд Гловер, Райан Гослинг и Эзра Миллер и выяснилось, что фильм, станет приквелом к роману 1964 года «Чарли и шоколадная фабрика».
В январе 2021 года стало известно, что Кинг станет режиссёром фильма, который получил название «Вилли Вонка» (англ. Wonka). В мае на главную роль был утверждён Тимоти Шаламе, и было объявлено, что в фильм войдут несколько музыкальных номеров. Также выяснилось, что сценарий фильма будет написан Саймоном Фарнаби. Том Холланд также претендовал на главную роль до того, как был выбран Шаламе. В сентябре 2021 года было объявлено, что Киган-Майкл Кей, Салли Хокинс, Роуэн Аткинсон, Оливия Колман и Джим Картер присоединились к актёрскому составу, и Фарнаби также была назначена на роль в фильме.
Съёмки фильма начались в Соединённом королевстве в сентябре 2021 года с Шеймасом Макгарви, выступающем в качестве оператора-постановщика, а Натан Кроули будет художником-постановщиком, Марк Эверсон будет монтажёром фильма, а Линди Хемминг — художником по костюмам. Съёмки фильма проходили в Лайм-Риджисе и Бате, а также на студии Warner Bros. Studios, Leavesden в Уотфорде и в бальном зале Риволи в Брокли. В декабре Макгарви покинул пост оператора, и его заменил Чон Джон Хун. Несколько сцен было снято в Оксфорде в декабре и феврале.

## Саундтрек
Нил Хэннон, солист из группы The Divine Comedy, написал оригинальные песни для фильма.

## Маркетинг
Рекламная кампания для фильма началась в октябре 2021 года, когда Тимоти Шаламе поделился своей фотографией в костюме Вилли Вонки. Изображение было опубликовано в его Инстаграме, где на тот момент у него было 13,6 миллиона подписчиков, с заголовком «Ожидание ужасное, я надеюсь, оно закончится», это является отсылкой к фильму 1971 года «Вилли Вонка и шоколадная фабрика» с Джином Уайлдером в главной роли. The Guardian отметила, что интернет-аудитория, особенно в Твиттере, дала неоднозначную реакцию на фотографию написав: «Судя по интернету, по сути, есть два способа на неё отреагировать. Первое — это испытывать отвращение к тому, что Голливуд опорочил одного из величайших детских персонажей, изобретая совершенно новую предысторию, без участия её создателя, за деньги. Вторая — это просто для того, чтобы по-настоящему разозлиться».
11 июля 2023 года на YouTube-канале Warner Bros. Pictures вышел первый трейлер фильма.

## Выпуск
Премьера «Вилли Вонки» состоялась 14−15 декабря 2023 года. В США 6 декабря 2023 года. Изначально фильм должен был выйти 17 марта 2023 года.

## Награды и номинации
- 2024 — номинация на премию BAFTA за лучший британский фильм года.
- 2024 — номинация на премию «Золотой глобус» за лучшую мужскую роль в комедии или мюзикле (Тимоти Шаламе).
- 2024 — две номинации на премию «Выбор критиков»: лучший молодой исполнитель (Калах Лейн), лучшие костюмы (Линди Хемминг).
- 2025 — три номинации на премию «Сатурн»: лучший фильм в жанре фэнтези, лучший молодой исполнитель (Калах Лейн), лучшие костюмы (Линди Хемминг).

### Комментарии
1. ↑  Ранний вариант русскоязычного названия — «Ви́лли Во́нка»[4].